# Perchède
 Perchède  es una población y comuna francesa, ubicada en la región de Mediodía-Pirineos, departamento de Gers, en el distrito de Condom y cantón de Nogaro.

## Demografía
| 97 | 83 | 79 | 83 | 82 | 74 |
| Para los censos de 1962 a 1999 la población legal corresponde a la población sin duplicidades (Fuente: INSEE [Consultar]) |    |    |    |    |    |